# Letkiss
Der Letkiss (auch Letkis) ist ein Modetanz, der Anfang der 1960er Jahre in Finnland unter dem Namen „Letkajenkka“ entstand und auf dem Volkstanz Jenkka beruht. In Deutschland wurde er Mitte der 1970er oft in den Schulen als Schulsport in Gruppen getanzt. Auffällig bei dem Tanz sind die ausgeführten Hüpfbewegungen beim Tanzen. Als musikalische Grundlage diente der Instrumental-Hit Letkiss (1965) von Roberto Delgado (ursprünglich als Letkis von der finnischen Jenka-Kapelle The Finnish Jenka Allstars, komponiert von Rauno Lehtinen).
2001 gab es von der Gruppe Darling einen Popsong Letkiss, der auch heute noch in Tanzschulen und auf Turnieren als Jive-Lied gespielt wird. Der Song wurde auch von der Gruppe Bella Vista mit „Komm - Gib Mir Einen Kuss (Letkis)“ interpretiert.
Der Tanz wird im 4/4-Takt wie folgt getanzt:
- Erster Teil: Alle Aktionen mit dem linken Fuß
  - Linke Ferse diagonal vorwärts (Heel Tap)
  - Linke Fußspitze kreuzt rechten Fuß (Ball Tap)
  - Linke Fußspitze diagonal vorwärts (Heel Tap)
  - Linker Fuß schließen, Gewicht auf linken Fuß verlagern.
- Zweiter Teil: Wiederholung gegengleich mit dem rechten Fuß
  - Rechte Ferse diagonal vorwärts (Heel Tap)
  - Rechte Fußspitze kreuzt linken Fuß (Ball Tap)
  - Rechte Fußspitze diagonal vorwärts (Heel Tap)
  - Rechter Fuß schließen, Gewicht auf rechten Fuß verlagern.
- Dritter Teil: Die Sprünge
  - beidbeiniger Sprung nach rechts vorwärts
  - beidbeiniger Sprung zurück
  - Dreimal beidbeiniger Sprung rechtsherum